# 沃洛涅河
沃洛涅河（法語：Vologne，法語發音：[vɔlɔɲ]）是法國的河流，位於該國東北部孚日省，屬於摩澤爾河的支流，河道全長50公里，流域面積369平方公里，發源自孚日山脉，平均流量每秒9.7立方米。

## 外部連結
- （法文） SANDRE数据库中的沃洛涅河
- （法文） Heights and flowrates of the Vologne at Cheniménil - Vigicrues website （页面存档备份，存于）